# Charles Hartwell
Charles Hartwell (Lincoln, Massachusetts, 1825. december 19. – Fucsou, 1905. január 30.) (kínai neve pinjin hangsúlyjelekkel: Xià Chálǐ; magyar népszerű: Hszia Csa-li; kínaiul: 夏察理) amerikai protestáns misszionárius, sinológus.

## Élete és munkássága
Charles Hartwell 1853 áprilisában érkezett Kínába, ahol missziós tevékenységet folytatott. Ezt követően élete végéig mindössze háromszor tért vissza az Egyesült Államokba, s összesen négy évet töltött Kínán kívül. Hittérítő tevékenysége mellett jelentős sinológiai munkát végezett. Mivel folyékonyan beszélte a Fucsou környéki dialektust, neki köszönhető a fucsoui dialektus szótára.
Charles Hartwell kétszer házasodott. Első feleségét, Lucy E. Stearnst 1852. szeptember 6-án vette el, aki 1883. július 10-én elhunyt. 1885-ben feleségül vette a második feleségét, Hannah Louisa Plimpton Peet Hartwellt, aki az ő halála után három évvel, 1908-ban hunyt el.